# Ammónium-foszfatidok
Az ammónium-foszfatidok (E442 vagy Emulgeálószer YN) foszfortartalmú glicerin, ammóniával alkotott vegyületei. Szintetikus úton, valamint glicerin és egyes növényi olajok (például repceolaj) reakciójából is előállítható. Bár általában növényi olaj felhasználásával készül, az állati eredetű zsiradék sem zárható ki.
Az élelmiszerekben E442 néven, emulgeálószerként alkalmazzák. Szinte kizárólag csak csokoládé- és kakaótartalmú élelmiszerekben használják, de egyes estekben a lektin helyettesítésére is alkalmazzák.
Napi maximum beviteli mennyisége 30 mg/testsúlykg. Az élelmiszerekben alkalmazott mennyiségek esetében nincs ismert mellékhatása.